# Вейрон, Пьер
Пьер Вейро́н (фр. Pierre Veyron; 1 октября 1903, Эз, Франция — 2 ноября 1970, там же) — французский автогонщик. Наибольшую известность получил благодаря победе в гонке 24 часа Ле-Мана, и как давший имя одному из самых известных суперкаров в истории — Bugatti Veyron.
В 1932 году Вейрон начинает работать с Бугатти. Он работал тестовым водителем и одновременно инженером проектировщиком. Также занимался доводкой новых автомобилей. Как заводской водитель Бугатти он участвовал в заездах до 1937 года. В сезоне 1933 и 1934 он даже выигрывал берлинскую гонку АФУС. В 1939 он поднялся на вершину своей карьеры, победив вместе с Жан-Пьером Вимиллем гонку 24 часа Ле-Мана.
Во время Второй мировой войны, он как и большинство сотрудников Бугатти, ушёл во Французское сопротивление. Одним из руководителей группы сопротивления был гонщик Роберт Бенуа, который позже был казнён в немецком концлагере. В 1945 Вейрон получил Орден Почётного легиона за деятельность в годы войны. После войны, он ещё до 1953 года участвовал в гонках, однако, большую часть времени посвящал семье и предприятию. В 1970 году он умер и был похоронен в родном Эзе.